# Quận Oconee, Georgia
Quận Oconee là một quận trong tiểu bang Georgia, Hoa Kỳ. Quận lỵ đóng ở thành phố Watkinsville 6. Quận được lập ngày 25 tháng 2 năm 1875. Theo điều tra dân số năm 2000 của Cục điều tra dân số Hoa Kỳ, quận có dân số 26.225 người 2. Năm 2007, ước tính dân số quận này là 31.367 người.

## Địa lý
Theo Cục điều tra dân số Hoa Kỳ, quận này có diện tích 482 ki-lô-mét vuông, trong đó có km2 là diện tích đất, 1 km2 là diện tích mặt nước.

### Các quận giáp ranh
- U.S. Highway 29
- U.S. Highway 78
- U.S. Highway 129
- U.S. Highway 441
- Georgia State Route 10
- Georgia State Route 15
- Georgia State Route 53
- Georgia State Route 316

## Thông tin nhân khẩu
Theo điều tra dân số 2 năm 2000, quận đã có dân số 26.225 người, 9.051 hộ, và 7.322 gia đình sống trong quận. Mật độ dân số là 55/km ² (141/mi ²). Có 9.528 đơn vị nhà ở với mật độ trung bình là 20/km ² (51/mi ²). Cơ cấu dân số gồm có 89,58% người da trắng, 6,42% da đen hay Mỹ gốc Phi, 1,43% người châu Á, 0,18% người Mỹ bản xứ, 0,05% người đảo Thái Bình Dương, 1,48% từ các chủng tộc khác, và 0,87% từ hai hoặc nhiều chủng tộc. 3,18% dân số là người Hispanic hay Latino thuộc chủng tộc nào.
Có 9.051 hộ, trong đó 44,70% có trẻ em dưới 18 tuổi sống chung với họ, 68,80% là các cặp vợ chồng sống với nhau, 9,40% có chủ hộ là nữ không có mặt chồng, và 19,10% là không lập gia đình. 15,50% của tất cả các hộ gia đình đã được tạo thành từ các cá nhân và 5,30% có người sống một mình 65 tuổi trở lên đã được người. Bình quân mỗi hộ là 2,87 và cỡ gia đình trung bình là 3,21.
Độ tuổi dân cư của quận với 30,20% ở độ tuổi dưới 18, 7,00% 18-24, 30,20% 25-44, 24,00% 45-64, và 8,50% 65 tuổi trở lên. Tuổi trung bình là 35 năm. Cứ mỗi 100 nữ có 97,20 nam giới. Cứ mỗi 100 nữ 18 tuổi trở lên, đã có 92,90 nam giới.
Thu nhập trung bình cho một hộ gia đình trong quận đã được 55.211 USD, và thu nhập trung bình cho một gia đình là $ 61,502. Nam giới có thu nhập trung bình 41.223 đô la Mỹ so với 27.271 $ cho phái nữ. Thu nhập bình quân đầu người đạt 24.153 USD. Giới 4,90% gia đình và 6,50% dân số sống dưới mức nghèo khổ, trong đó có 7,40% của những người dưới 18 tuổi và 11,40% có độ tuổi từ 65 trở lên.